# Насір Хосров
Насір Хосров (Носір Хісроу, Насір Хусрав, тадж. Носири Хисрав, перс. ناصر خسرو, Кубадіян, 1004 — Ямган, Бадахшан 1088) — великий таджицько-перський поет епохи Сельджукідів, шукач правди й істини, письменник, мандрівник, співець фатімідської могутності й державності, завзятий проповідник ісмаїлізму, ворог Аббасидського халіфату тощо. Найкрасивіший з титулів — рубін Бадахшану. Його використала Еліс К. Хансбергер у своїй праці «Насір Хосров, Рубін Бадахшану». Представник етапу шуубії (800—1050 рр.) в чистому вигляді у історії перської та таджицької літератур.
Його поважають за складання поезій, які поєднують мистецтво з філософією, і критикують за його теологічні роботи. Він залишається однією з найвеличніших особистостей в мусульманській історії та літературі.

## Біографія

### Дитинство і юність
Абу Му'ін ад-Дін Насір-і Хусрав ал-Кубадіяні ал-Мервезі народився в 1004 році в місті Кубадіяні, руїни якого знаходяться поблизу однойменного міста на півдні сучасного Таджикистану. Це місто було одним з культурних центрів свого часу, що зберігало давні традиції. Сім'я Насіра належала до місцевої давньоіранської земельної аристократії. Батько був урядовим чиновником. Хороша забезпеченість сім'ї дала шанс молодому Хосрову вгамовувати свою жагу до знань, яка проявилася в нього ще з юних років. Він оволодів науками та інформацією про релігії різних країн і народів. Молодим він переїхав разом з сім'єю в Балх, де служив при дворі Газневідів. Також проживав і в Газні.

### В Мерві
Приблизно 1040 року, вже після сельджуцького завоювання, він переїжджає до Мерву, де працює чиновником при палаці сельджуцького правителя Хорасану. Він займався канцелярськими роботами, належав до числа завідувачів державного майна і справ, та виконував роботу в диванах. У ці роки він немало подорожував, побував і в Індії. Хосров вів спосіб життя багатої придворної людини, що користується різними благами. Будучи фінансовим чиновником, він добре знав важкий стан селян і міського люду, задавлених тяготами, нещадною експлуатацією і поборами. Совість обпалювала його, коли бачив гострий соціальний контраст у себе на батьківщині. Саме тоді він і став безкомпромісним правдошукачем. Відшукати істину, знайти свій шлях безкорисливого служіння їй у цьому змішаному світі, на цій грішній землі, в цьому океані ідей, що заперечують одна одну, і вірувань, з якими він був як освічена людина добре й усебічно обізнаний — нелегке завдання.

### 7 років подорожі

Карта подорожі Насіра Хосрова

У 1045 р. (437 р. х.) Насір поїхав у відрядження в службових справах. У Джузджанані він пробув приблизно місяць, і «постійно пив вино». І одного дня йому наснився сон, де старець сказав йому, що пиячити не є виходом для мудреця і не допоможе знайти правду та істину. «Хто шукає, той знайде!» — сказав старець і пальцем вказав у напрямку Кібли. Потім він зник. Прокинувшись, Насір приймає рішення — треба прокинутись не тільки від свого нічного сну, але і від сну, який тривав 40 років, і направитись в шлях.
Насір після цього повернувся до Мерву, і попросив зняти з нього всі обов'язки і відпустити, бо він хоче здійснити хадж до Кааби. Його відпускають, і він зі своїм братом Абу Саїдом починають свою семирічну подорож.
Першим їхнім важливим пунктом у подорожі був Нішапур, далі вони пройшли Дамган, Балх, Тебриз, Беркері, Ахлат, Амід, Харран, Карруль. Так настав наступний 1046 рік (438 р. х.), і вони дійшли до Сирії. В цей період Насір відвідує великі сирійські міста, гробниці пророків, їх дружин і матерів, мечеті та християнські храми. Вони рухаються поблизу моря і відвідують Алеппо, Сармін, Мааррат-ан-Ну'ман, Хаму, Тріполіс, Бейрут, Тир і Акру. Він якраз потрапляє на території підвладні, за його словами, єгипетському султану з династії Фатімідів. Після цього він вирушає в Єрусалим (Бейт-ал-Мукаддас, Кудс), який був Кіблою до появи Ісламу. Відвідує мечеті, гробниці пророків, описує камінь Сахра, а потім вирушає до Мекки. Це було його перше паломництво (хадж).
Далі він знову вертається до Єрусалиму, і вже настає 1047 р. (439 р. х.). Звідти він мандрує до Єгипту через Аскалон і Тінніс. В Єгипті надовго зупиняється в Каїрі. В той час в Каїрі правив фатімідський халіф аль-Мустансір. В 1047 р. він вирушає в друге паломництво. Цей рік був неврожайним, і тому султан порадив людям не здійснювати хадж, але Насіру вдалося вирушити разом з посланцем султанського дару на Каабу. І через Кулзум вони вирушають туди. Спочатку вони відвідують Медину і мечеть Пророка, а потім вже направляються до Мекки. Там він швидко виконує хадж. Після цього Насір знову направляється до Єгипту, тому що там були його книги…
В 1049 році він починає свій шлях назад до Персії через Мекку. Дорогою вони обрали південний шлях, і трошки перепочили в Ассуані. Вже в 1050 р. вони на верблюдах нарешті вирушили далі. В Айдабі він недовго побув хаттібом. А далі проїздом через Джудде він прибув до Мекки. Це вже було його третє паломництво і прожив він там 6 місяців. Після цього він вирушив до Тайфи, і через бедуїнські землі до Фаладжу. Далі Насір з братом вирушили до Басри взявши верблюда в борг. Дорогою вони зупинились в Лахсі, і пробули вони там 9 місяців, а після дійшли до Басри. Вже був 1051 рік. Вони були стомлені і зовсім без грошей, але Насір відвідує всі 13 святинь в місті, що були посвячені імаму Алі. З Басри волею випадку і з допомогою везіння та освіченості Насіра їх було відправлено на кораблі до самої області Фарсу. Там він зупинився в місті Мехрубан, а потім їх взяв до себе шейх Садід Мухаммед ібн-Абд-ал-Мелік в Арган. Звідти вони направились до Ісфахану. Вже 14 червня 1052 р. (8 сафару 444 р.х.) вони були в Ісфахані. Далі вони приїхали до Табасу проїжджаючи менші поселення. І через міста Тун, Каїн, Мерверруд, Міан, Руста доїхали до Балху. Тут закінчилась його семирічна подорож. Саме тоді він написав одну зі своїх найвідоміших праць «Сафар-наме».

### Після подорожі
Звісно, Насір в своїй книзі не згадує, що він приєднався до ісмаїлітів-карматів і став одним з худжатів султана. За ці 3 роки в Єгипті він навчався разом з Фатимідськими інтелектуалами, такими як поети, теологи, філологи, правознавці й астрономи. В Х-ХІ століттях в Каїрі велися найгарячіші теологічні та інтелектуальні диспути, які коли-небудь мали місце у всьому мусульманському світі. Його приваблювала філософія ісмаїлітів, і дослідники вважають, що саме дізнатись все можливе про життя і філософію ісмаїлітів було основною метою Насіра ще на початку подорожі. Голова Фатимідської держави доручив йому керувати таємною проповідницькою і рекрутницькою роботою в Хорасані, присвоїв один з найвищих титулів у карматській ієрархії — худжат («доказ», тобто — головний стовп віри).
Отже, в Хорасан він повертається як головний даї ісмаїлітів цієї області з «імперативом передачі знань тим, хто ними не володіє». Насір думав, що знайшов істину і хотів «перекласти її зі своєї голови в інші». Цей стимул і відповідальність розділити знання є відображенням пірамідальної структури Фатімідського Ісмаїлітського дава, де знання передаються в порядку — вищими рангами (Пророк, Імам), нижчим рангам (даї, худжат, проповідники і т. д.). Таємний характер карматської діяльності вимагав не широкої проповіді на площі і в мечеті, а боротьби за кожну душу неофітів. Насір безперервно змінював міста своєї діяльності, проходячи з кінця в кінець Хорасан, прикаспійські області Мазендаран і Табарістан, пробираючись по лісним хащам, болотам, гірським кручам, ховаючись від переслідувань сельджуцької влади і несучи слова отриманої ним правди. Зрештою він був змушений сховатись від постійної погоні за ним у неприступних горах Бадахшану, на Памірі. Тут тоді господарював місцевий правитель, що відокремився від держави Сельджукідів, Алі ібн Асад, який прийняв ісмаїлітську віру (можливо, під впливом Насіра Хосрова, з яким той, у всякому випадку, дружив). В глухому гірському поселенні Юмган (на території сьогоднішнього Афганістану) поет провів останні роки життя.
Нехай він був у не надто оптимістичному стані, та він продовжував показувати абсолютну впевненість у божественній силі: «подібно до того, як могутнє колесо небозводу разом з планетами і зірками, підкорюється законам, теж відбувається і з людьми»
Тут написав свої основні праці, що обґрунтовували релігійну систему ісмаїлізму і свої філософські касиди, — новий жанр іранської поезії, в розвитку якого саме Насіру належить ведуча роль.

## Погляди і трагедія Насіра
Він був людиною справи, невтомної енергії. Істина була йому потрібна не для відпочинку душевного, не для наочності, а для дії, для негайного втілення своїх ідей в життя. Кожен рядок «Книги подорожі» світиться правдою, правдолюбством, щирістю, які характеризували її автора. Він описує, як у Каїрі на ринку можна купити «плоди і овочі, з яких одні — осінні, інші — весняні, треті — літні, четверті — зимові… Мені, ймовірно, не повірять. Однак… я не маю ніяких підстав обманювати і пишу тільки про те, що бачив. Якщо ж я пишу про що-небудь, що я чув, то за це вже я відповідати не в змозі…». І тому з підкупною ретельністю, наводячи яке-небудь повідомлення, він обов'язково уточнює: «відповідальність за це повідомлення лежить на тому, хто розповів його мені»; «це розповіла мені людина, словам якої я довіряю»; «це відомо всім вченим»; а коли він розповідає про далеку і обмовлену ортодоксами карматську общину в Аравійській пустелі, він наполегливо підкреслює: «Все це я стверджую по особистому досвіду і зовсім не маю намірів поширювати брехливі чутки, бо я пробув там 9 місяців підряд, і не в різний час».
Йому дорога людська чесність, не пов'язана з релігією, і він захоплюється чесними скотарями, які не дотримуються віри, і обурений нечесністю правовірних мусульман, які їх дістають: 
«Справа від Айдабу (місцина біля Червоного моря) — рівнина з рясними пасовиськами. Там живе велике плем'я, що називається беджа; це люди, у яких немає ні віри, ні релігії… вони не злі люди, не крадуть і не здійснюють набігів, а зайняті тільки своєю скотиною… Вони не слідують ніякому пророку чи поводирю. Мусульмани ж і інші люди викрадають у них дітей, возять в міста ісламу і продають»
.
Естетичний ідеал Насіра — шукаюча особистість, правдолюбива людина — наклав свій відбиток на його художню манеру. Вірші Насіра дихають пристрастю і нагадують схвильовану промову людини глибоко впевненої, одержимої своєю ідеєю. Здається, що він не заспокоїться, поки не «перекладе» цю ідею зі своєї голови в іншу, зі свого серця в інше серце — свого читача і слухача. Цій естетиці навіювання підкорені всі його художні прийоми: постійні звернення і закликання («поглянь», «слухай», «дій»), «питальний модус мови», повтори і перифрази; приклади, приказки; елементи простомовства і розмовної мови, запевнення; запевнення і ще раз запевнення. Насір, прихильних символічного трактування Корану, уникає, однак, натяків у віршах; він, закликаючий за явним знаходить приховане, у віршах своїх втікає від двозначності, сам розкриває і знаходить її суть і її ж подає підкреслено, іноді навіть занадто прямолінійно, завжди наполегливо, напористо. Іноді, щоб справити сильніше враження, поет використовує прийом загадки, яка загострює сприйняття до яскравої і ясної алегорії.
Ідеалом справедливого царя для Насіра був такий правитель, який давав можливість людям праці жити плодами рук своїх, а людям розуму — мислити. Хоча в окремих віршах Насіра Хосрова прориваються відголоски маздакітської ідеї соціальної рівності і майнового зрівнювання, але він не дійшов в своїх пошуках до думки про ліквідацію експлуатації. Його хвилювали інші питання — рівності підданих перед судом, «чесної» податкової системи, віротерпимості, заохочення наукових занять. Цар мав бути, як він вважав, представником бога на землі, його прелатом-імамом, теократичним володарем. Прообразом таких справедливих царів Насір вважав осіб, що історично царювали (переважно з династії Сасанідів і Саманідів), які спиралися на міські верстви, упорядкували централізоване управління, були покровителями наук. Антифеодальний опозиційний характер деяких його ідей чіпляє не суспільний лад в цілому, а лише його крайнощі, його деспотичні прояви. До того ж свою містичну екзальтованість Насір дивним чином поєднував з селянсько-плебейською розсудливістю, з прагненням до реального, нехай і невеликого, покращення положення на грішній землі.
Ні, не особисті помилки і прорахунки, не непорозуміння і окремі розчарування, а тим більше не життєві негаразди можуть складати трагедію великої людини. Справжньою трагедією є корінна ідейна омана, яка зводить нанівець пошуки всього життя.
Якщо безперервний етичний пошук вів Насіра до життєвих висновків, пов'язаних з дією, то задоволення знахідкою, симетрично збудованою схемою і заспокоєність вели його до догматизації власних поглядів. В цьому і було джерело його ідейної омани. Дух протиріччя, сто тисяч «чому?» рухали його думку і допомагали йому знаходити багато вузлових моментів істини, нехай відносної, але вона продовжувала розвивалась. Відступ же, катастрофічний відхід від істини відбувались саме тоді, коли йому здавалось, що він тримає в руках істину абсолютну, коли, не дозволяючи протиріч, він просто знімав їх догмою, всю сумнівну гідність якої становила її заспокійлива симетричність і комбінація чисел (по-перше, по-друге і т. д., трійки, п'ятірки, сімки тощо). Та якщо за дві тисячі років до Насіра троїчна симетрія автора «Гат» позначувала для наївної свідомості тієї пори якийсь крок уперед до логічної класифікації, то для Насіра гола симетрія замість раціональної відповіді на «прокляті» питання значила поступовий рух логічної думки, відступ у догматичне болото, застій. Ці питання:
- Що таке 1? Божество — Аллах; послана ним книга — Коран; та ще метод пізнання Аллаха — тавіл (символічне трактування Корану).
- Що таке 2? Дві субстанції — духовна і тілесна, а ще два боки тавілу: захір — явна, тілесна, екзотерична, і батин — сутнісна, духовна, потойбічна, езотерична.
- Що таке 3? Верховна тріада, що складає Єдиного бога-творця, його першої еманації — Універсального Розуму і наступної — Універсальної Душі — що сильно нагадує гатичну тріаду, але більш абстрактно-містичну.
- Що таке 4? Чотири першоелементи — вода, повітря, земля і вогонь, а 4 модуси утворюючої мови: присутній у творця «повелитель ний модус», завдяки якому створюється пара — Універсальний Розум і Універсальна Душа; присутній у душі «просячий модус», завдяки якому створюються духовні субстанції; присутній у пророка «оголошуючий модус», завдяки якому відбувається божественне одкровення, і присутній у імама «питальний» модус, завдяки якому з допомогою «тавілу» розкривається сокровенний сенс одкровення (батин).
- Що таке 5? П'ять космічних сфер, пов'язаних між собою круговим зв'язком, а всередині кожної сфери маючих єдину структуру.
- Що таке 6, 7, і т. д.?

На все є своя відповідь, така ж схоластична і абсолютна. Ці відповіді про смертельну втому могутнього духа мислителя й поета, пристрасного шукача, який продирався скрізь хащі життєвих і логічних протиріч, який рухався вперед завдяки видатним раціоналістичним здогадкам і прозрінням, який дійшов силою розуму до таких відкриттів, як положення про кулеподібність Землі і обертання її навколо Сонця, який досяг певних висот діалектичного мислення і… який заблудився, безнадійно заблудився у власних побудовах і догмах, вишуканих і пустих, беззмістовно-ірраціональних.
Ідейна омана невтомно тягне все далі і далі від істини, до брехні і самообману. Концепція обожнювання імама, який є насправді звичайною царською особою, приводить до тривіального релігійного освячення тиранії: одна справа — визнання відомої практичної прогресивності того чи іншого режиму, друга — оголошення його «абсолютною істиною» і тим самим закріплення гніту політичного і соціального гнітом духовним.
Він відкрив таких справедливих царів у особі правителів карматських країн, і першого серед них — у Єгипті, Фатіміда аль-Мустансіра. Не можна не погодитись з думкою деяких, в тому числі й радянських, авторів, що Насір повністю помилився в своїй оцінці. Але все ж державний устрій ранніх Фатімідів відрізнявся від устрою в державі Сельджукідів, і був нехай і не ідеалом, та хоча б близьким до ідеалу в очах Насіра.
Головне ж, що глава держави вибрав для себе карматську ідеологію, яка обґрунтовувала, до речі, його права імама — намісника Бога на землі. Крім того (і це захопило Насіра, який увірував у карматство), положення в Фатімідській державі давало йому і всім шукачам істини право мислити, оволодівати багатствами загальнолюдської мудрості — грецької, маніхейської, християнської, індійської філософії. Звичайно, що всю силу свого розуму Насір віддав розробці карматської ідеології, а всю безкінечну жагу діяльності він заспокоював невтомною вербовкою прибічників встановлення влади Фатімідів замість ненависних Сельджукідів.
Не в тому є трагедія Насіра, що настільки мученицько шукану правду він знайшов у боротьбі за владу Фатімідів. Без встановлення в Хорасані політичної влади його прибічників не могли б здійснитись і поширитись ні його вчення (яке здавалось йому єдино істинним), ні його цілком реальні висновки про заходи полегшення податків для селян, розвитку міського життя, ремесел, торгівлі і покровительства наукам. Централізоване управління означало також і те, що податний лад буде підкорятись не феодалу, а царю — «наміснику бога».
В уявленні Насіра це мало величезне моральне значення — це ставило кінець підкоренню одних людей іншим, рівно роблячи їх, завдяки посередництву імама, підданими Аллаха, що, по його уявленням, неймовірно підіймало гідність людської особистості. В бажаній для нього карматській державі-братстві люди відрізнялися б лише степенем досягнення істинного пізнання и степенем на шляху до бездоганної людини. Немало в цих уявленнях Насіра було утопічного, але і не мало цілком реального, яке відповідало історичним можливостям прогресивної централізованої феодальної держави того часу. І, звичайно, відносна реальність мрій більше співвідноситься не з державою Сельджукідів, а з державою Фатімідів, у всякому випадку, ранніх. Тобто, профатімідська пропаганда Насіра не була обманом, а він не був брехуном і жертвою обману. Не героїчна, безстрашна діяльність Насіра (замість пасивної споглядальності, властивої іншим і навіть прогресивним мислителям), направлена на зміну політичної влади на батьківщині, була його трагедією правдошукача, а навпаки, це було скоріш єдиним можливим для його натури виходом.
Ні, не особисті помилки і прорахунки, не непорозуміння і окремі розчарування, а тим більше не життєві негаразди можуть складати трагедію великої людини. Справжньою трагедією є корінна ідейна омана, яка зводить нанівець пошуки всього життя.
На жаль, цей трагізм неможливо прибрати сумнівним заспокоєнням, нібито він був сином свого часу і його омана була не відворотною. Неможливо тому, що подібне заспокоєння буде тут же заперечено гарячою суперечкою Насіра Хосрова зі свої старшим сучасником ар-Разі.
Коли Насір бореться з богословами-мракобісами, він бездоганний. Але Разес сам був борцем проти обскурантизму, вільно думаючим науковцем. Насір полемізує з ним уже після його смерті, проти його філософських поглядів, рішуче сформульованих і які вже не можуть бути змінені їх автором.
Ця незвичайна суперечка може бути зведена до трьох основних пунктів. По-перше, для Разеса метод «тавілу», тобто символічно-езотеричного переосмислення священних текстів, не є методом ні з якого боку. Ключ до пізнання, на його думку, треба шукати не в текстах, а в логічному дослідженні. Логічне ж дослідження має бути направлене не на потойбічне, езотеричне осмислення, а на знайдення суті самого, реального, предмету. По друге, Разес, визнаючи буття Боже, не підносив, однак, Бога над всім, а виходив з визнання п'яти першопочаткових принципів, де поряд з Богом розташовувались матерія, душа, час і простір. По-третє (і це більше всього бентежило Насіра, який назвав свого опонента «безсоромним божевільним»), Разес не тільки ні в що не ставив концепцію пророків — посланників божих, не тільки заперечував роль пророцтва як засобу одкровення божого, — він вважав, що пізнання світу — це справа філософів, а пророцтво — це лише шахрайство. Він стверджував: "Злісні душі, які стали демонами-девами, кажуть людям: «Йди, оголоси людям, що прийшов до мене ангел і заявив: „Бог обрав тебе для пророцької місії“. Ось чому розгораються суперечки серед людства». Пророки — це не божественні, а бісові посланці, в яких вселились злі, неприкаяні душі, наполягав Разес. Яка могла після цього йти мова про визнання божественної сутності імама? А Насір був одним зі стовпів фатимідського імама, його агентом в Хорасані, носієм високого титулу «худжат».

## Творчість Насіра Хосрова
Багато апокрифічних робіт відомі під іменем Насіра Хосрова, але лише ці 8 праць є автентичними:
- Диван (Divan) — прославлена метафізична і моральна робота, яка заснована, з одного боку, на ісмаїлітських філософських доктринах і, з іншого, на презирстві світу і його насолод . Загалом містить деякий автобіографічний матеріал, включає «конфесійні оди», які зображуються сон, що змінив його життя. Диван Насіра Хосрова

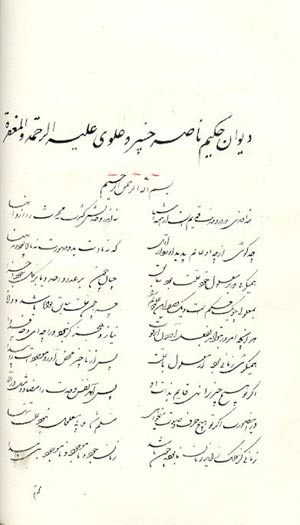
Диван Насіра Хосрова

Хосров прекрасно володів технікою іранського класичного віршу — різноманітними метрами, багатими римами, канонізованими художніми фігурами. Все було підкорено ним естетиці навіювання і запевнення, що виходила з розуміння пророчої думки поета, який володіє істинним словом. У всьому ідейному і образному строї поезії Насіра є багато речей, що ріднять його з давньоіранською традицією, якою він, ймовірно, користувався свідомо. Наприклад, багато зближує його поетику з поетикою «Гат»; крім того, його естетика навіювання, подібно до давньоіранської, включає мотиви гнів і ненависті, але не мотиви плотського кохання, які буквально заполонили всю класичну іранську поезію. Також вірші Насіра Хосрова, збагачені до того ж поетичним досвідом школи Рудакі (якого Насір Хосров згадує з теплотою), звучать не як набридлива проповідь і риторично вишукані повчання, а як пристрасне, щире поетичне слово трибуна, істинного пророка. В цьому їх величезна привабливість і по сьогодні.
- «Книга світла» (Rawshana-i-nama) — поема з 582 бейтів (віршів), які стосуються метафізики і есхатології.
- «Книга подорожі»(Safarnama) — одна з найвідоміших пригодницьких книг на фарсі, як є важливим джерелом не тільки для дослідження життя Насіра Хосрова, а й для сучасної географії та історії Ірану та Арабського Сходу. Вона є його власним твором про семирічну подорож по Середній Азії, Середземноморському узбережжі, Єгипту, Аравії і назад додому. Цю книгу вивчаю через детальні опис багатьох міст, суспільств і традицій, які побачив Насір.

«Книга подорожі» — це не стільки географічний твір (хоча і в цьому сенсі його цінність велика), скільки чесний людський документ. В редакції, яка дійшла до нас, книга сильно скорочена і «підправлена» з позиції ісламського правовір'я. Однак вона зберегла стиль і характер сповіді неофіта.
- Обличчя релігії(Wajh-i din) — головна робота ісмаїлітської екзегези обох доктрин і практик релігії, які ґрунтуються на методі тавілу.
- Звільнення і позбавлення(Gushayish wa rahayish) — відповіді на 30 питань, які пов'язані з метафізикою, фізикою, та релігійним правом.
- Свято Братів (Khwan ak-ikhwann) — робота написана на досить простій мові і знову пов'язана з обома доктринами і практикою релігії. В ній використано багато попередніх робіт, включені деякі власні трактати філософа.
- Провізія для мандрівників(Zad al-musafirin) — майже чисто філософська робота, що включає великі цитати від попередніх філософів таких як Абу Бакр Мухаммад ібн Закарія ар-Разі.
- Гармонізація двох мудростей (Jami’ al-hikmatayn) — остання робота Насіра Хосрова, написана в Бадахшані в 1070 р. і, можливо, його найбільший філософський шедевр. Він прагне гармонізувати постулати грецької філософії, особливо думки Платона та Аристотеля, з вченням Ісламу як роз'яснення ісмаїлітської філософії. Вся книга є відповіддю на добре відому філософську поему 10 сторіччя ісмаїліта Абу ал-Хайзама Джурджані.

Насір ще згадує свої книги «Сад сердець» (Bustan al-qulub) і «Книга ключа і лампи» (Kitab al-miftah wa-al-misbah), але вони втрачені, або ж їх поки що не знайшли.

## Філософія Насіра Хосрова
Філософія Насіра Хосрова являє собою найповніший і найбільш зрілий синтез ранньо ісмаїлітської та фатімідської філософій і розглядається як остаточно розвинута філософська школа, яку вже була зароджена у працях Абу Хатіма Разі і Хаміда ад-Діна Кірмані. Насір Хосров був дуже сильно стурбований питаннями, якими задавались ці автори, такі як підтвердження необхідності дій проти поглядів Мухаммада Закарія ар-Разі (Разес; 925 р.) і акцентом на езотеричну герменевтику (тавіл) на відмін від легалізму та раціоналізму. Отже, як ці ранні фігури, він мав гострий інтерес до інших релігій (відмінних від ісламу) і пізніше сформованої ранньої ісмаїлітської метафізики побудованої на супраонтологічних (те, що над сущим/існуючим) принципів та виверження інтелекту, душі, і природи через процес споглядання.
Вихідним пунктом в обох працях є положення про величність думки. Другу з названих книг Насір написав на прохання свого покровителя Алі ібн Асада, який надіслав йому касиду іншого карматського автора Абу-л-Хайсама, яка містила багато питань віри: «чому?» і «як?». Твір Насіра і дає відповіді на ці питання. Цікава сама назва праці. Дві мудрості — це антична філософія («грецька мудрість») і карматська теософія. Насір доводить, що вони не суперечать одна одній, а карматська система — єдина, яка правильно тлумачить і розвиває саму суть філософії таких мислителів, як Сократ, Платон, Емпедокл, Піфагор і Аристотель, які волею бога наділені вищою пророцькою місією і «послані для пробудження душ від летаргії, незнання і несвідомості».
Насір гнівно кидається на ортодоксальних богословів, буквоїдів, законників, догматиків, які придушили вільну думку.
Відстоюючи причинний зв'язок предметів і явищ, Насір Хосров бореться проти богословів, які звинувачують філософів у тому, що їх концепція детермінізму заперечує наявність бога-творця.
Насір Хосров вірить в силу людського пізнання. Виходячи з двох субстанцій, що лежать в основі всіх великих творінь — духовної і тілесної, — він ділить об'єкти пізнання на умоглядні та чуттєві і відзначає незалежність цих об'єктів від людської свідомості і їх пізнаваність. Впевненість в істинності людського пізнання виражена Насіром в прекрасному визначенні, цьому ним науці як «пізнанню речей такими, якими ці речі є насправді». Під наукою Насір має на увазі не експериментальну, точну науку в сучасному сенсі слова, а містичне проникнення в потойбічну сутність предмету, рівно як під дійсністю він розуміє не матеріальне буття, а ідеї речей, реально на його думку, існуючі. Це надає його форму, з точки зору основного питання філософії, не матеріалістичний, а ідеалістичний зміст. В цьому складається історична обмеженість, слабкість його світогляду. І все ж тут є і раціональне зерно — впевненість в силі людського розуму, який він вважає «пізнавателем речей, якими вони є». Джерелом для діяльності розуму Насір вважає справжні людські відчуття. І тут він також робить крок до матеріалізму.
Він дійшов до глибокої думки — основи діалектичного пізнання — про необхідність йти від явища до сутності, від менш глибокої сутності до глибшої, про силу абстракції, яка відволікає заради розкриття внутрішньої закономірності від всього випадкового і приходящого. В цьому і є його науково-філософськи подвиг, який виразився у всеосяжній концепції явного (захір) і сутнісного (батин), що поширюється на всю дійсність і на кожен окремий предмет. Але він надав цій концепції містичний зміст, розуміючи «батін» — сутнісне як потойбічне, надприродне, езотеричне. Такі самі справи і з іншими його, інколи геніальними, здогадками, а особливо з проблисками діалектичної думки.
Все в світі змінюється і рухається, «як текуча вода», зіштовхуються протилежності, те, що виникло, старіє і гине, але руху назад нема, рух веде не до тлінності світу, а до зародження нового, — пише він в своїх трактатах і віршах. Та насірівська діалектика є ідеалістичною і тому веде його одночасно до прямо протилежних висновків: і до антидогматичних і до догматичних.
Антидогматичні висновки Насіра — це його положення про безперервність процесу розвитку і вдосконалення природи і людини.
Первинна матерія, хоча вона й створена творцем, але, раз з'явившись, далі вона розвивається по свої матеріальним законам причинності. Спочатку виникають чотири «основи матеріального світу» — стихії землі, води, повітря і вогню та дев'ять планетних сфер. В результаті їх взаємодії послідовно створюються мінерали, рослини, тварини і людина. Людина — це найвище з тварин, наділене «розмовляючою душею» і підкорююче собі світ завдяки двом рисам: наявності розуму і трудової діяльності: «Сутність людства створена його діяльністю». В трактаті «Шляховий запас мандрівника» Насір говорить, що тільки людна в процесі праці приводить в рух і використовує всі чотири елементи: воду — будує човни і перепливає річки й моря; землю — будує будинки; вітер — влаштовує вітряні млини; і вогонь, який використовується для готування їжі і топлення металів.
В другому трактаті він пише, про те що якби не було в світі людини, весь світ перетворився б в пустелю, і плоди не росли б, бо воду на землі пускає людина, щоб вирощувати плоди, а там, де немає слідів людини, там немає і плодів. Якщо б не було впливу людини, то хижі звірі знищили б інших, домашніх, тварин, а світ по причині відсутності людей перестав би існувати. Але й людина не стоїть на одному місці, їй належить вдосконалюватись, пізнавати речі, оволодівати їх прихованою сутністю (яка в філософсько-релігійному вченні карматства, в трактуванні Насіра, виступає як гармонія двох мудростей): "Кожна істота повинна рухатись зі сходинки на сходинку, піднімаючись до рівня ідеальної людини. Така людина безсмертна, адже безсмертна душа її, що зливається після фізичної смерті з Універсальною Душею світобудови, — «є лише одна грізна смерть, смерть без Воскресіння, загибель душі внаслідок незнання і несвідомості». До бездоганності веде вічний пошук, паломництво за знанням, сила розуму, людська думка.
Основне в антидогматичних висновках Насіра — його гуманістичне вчення. Воно в вільнішій формі, ніж в філософських трактах, викладено в його поезії.
Як і в кожному літературному творі, у віршах Насіра Хосрова можна всі сюжети і образи розподілити на дві сфери: людина — герої, персонажі, людські почуття і хвилювання, і не людина — пейзаж, образи з тваринного і рослинного світів, сентенції, абстракції. Але як в кожному художньому творі, в поезії Насіра все олюднено, і інша сфера теж передана зрештою через людину, — природа оживлена, сентенції злиті з переживаннями. В центрі поезії Насіра Хосрова — людина, шукаюча правди людська особистість.
Соціальна несправедливість, багатство одних і бідність інших, не дають йому спокою, і мотив «одні та інші», що зустрічається ще в Рудакі, не сходить з сторінок його «Дивану». Він доходить до причини цієї несправедливості, коренів поділу суспільства на «хижаків» і «овець», і кидається на користолюбів, феодальних аристократів, лихварів, що оббирають народ, та їх керівників-правителів. Султанів і емірів він називає хижими вовками, коршунами та драконами, що пожирають людей. Він викриває Сельджукідів, що оволоділи його рідним Хорасаном, які топчуть поля і беруть в рабство його жителів.
Поет повстає проти фізичної і моральної тиранії, проти антилюдської сутності деспотичної держави Сельджукідів, його царів і всього їхнього кола — мусульманського духовенства, жорстоких вельмож, панегіристів, суддів і тюремщиків.
На противагу цьому царству зла Насір високо підіймає образ людини, що живе трудами рук своїх і прагне до безперервного морального вдосконалення. Насір розвертає перед трудящою людиною цілу систему глибоко гуманістичної етики — добро, дружба, вірність слова, взаємодопомога, втілена в заклику: «Ти людиною народжений, — будь людиною. Як можна бути девом? Будь людиною!»
Насір впевнений, що в кожному з нас є індивідуальна душа (нафс-і джузі), яка веде людину по життю. За Насіром саме ця душа, а не розум, прагне до знань, саме вона керує як розумом так і почуттями людини і керує вибором між добром і злом.

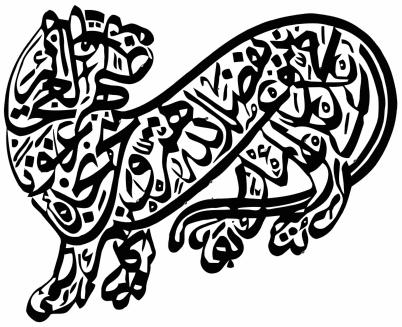
Шиїтська каліграфія, що символізує Імама Алі

Хансбергер описує чотири елементи чи структури, які на думку Насіра, вплинули на його віру під час вигнань, структури, які дозволяють Насіру «отримувати віру в Бога, Пророка Мухаммада і його нащадків — ісмаїлітських Імамів та з її допомогою реалізувати можливість жити мудро в „цьому“ світі».
- Перший елемент — це природний порядок речей, осмислення подвійності (дуалізму) природи світобудови — захір і батин, які існують одночасно, і жодна з цих складових не може обійтись без іншої: «фізичне повинно бути поставлене на службу духовному»[15].
- Другий елемент дивиться на все людство з оптимізмом і впевненістю, що внутрішнє ядро зрештою є добре; для Насіра це — духовне життя людей, яке дійсно має значення[16].
- Третій елемент, у Насіра, це впевненість в тому, що його віра істина: розумінню доступно більше, ніж те, що лежить на поверхні світу і явлено у зовнішніх формах природи і приписах релігії і що ці приховані знання були дані Пророку Мухаммаду і Імаму Алі[17].
- Розрада в його досягненнях посеред вигнання є у Насіра четвертим елементом, оскільки він розуміє, що може вважати всі цілі свого життя досягнутими: своєю проповіддю і писаннями, він намагався, побудити себе і інших до пошуку Істини, не шукав легких відповідей і шляхів вирішення проблем, які виникали[18].

### Твори
- Сафар-наме. Книга путешествия. / Пер. и вступ. статья Е. Э. Бертельса. Под общ. ред. В. А. Гордлевского и И. Ю. Крачковского. Илл. Е. Я. Хигер. — М.-Л.: Academia, 1933.
- Избранное. / Пер. А. Адалис и др. Сост., коммент. и ред. И. С. Брагинского. Предисл. Л. Бузург-Зода (тадж.) Илл. П. В. Зобнин. — Сталинабад: Гос. изд. Таджикской ССР, 1949.
- Библиотека всемирной литературы. Серия первая. Том 21. Ирано-таджикская поэзия — Москва: Художественная литература, 1974 — с. 623 с ил.
- Носир Хисроу. Избранное. Сталинабад, 1953.

### Про нього
- Хансбергер Е. К. Насір Хусрав — рубін Бадахшану. Портрет перського поета, мандрівника, філософа. 2005. — 296 с.
- Брагинский И. С. Из истории персидской и таджикской литератур. Избранные работы/ Сборник. — М.: Главная редакция восточной литературы издательства «Наука», 1972. — 524 с. (303—327 с.)
- Брагинский И. 12 миниатюр. Изд. Второе, дополн. М., «Худож.лит.». 1976—304 с. (102—132 с.)
- Бертельс Е. Э. Избранные труды. Том 5. История литературы и культуры Ирана. 1988. — 563 с. (314—332 с.)
- Рубель В. А. Історія середньовічного Сходу: Підручник. — Київ: Либідь, 2002. — c.388 — (388 с., 418 с., 419 с.)
- Фролова Е. А. История арабо-мусульманской философии. Средние в.а и современность: Учебное пособие. — М., 2006. — 199 с. (41-55 с.)
- Hunsberger, Alice. «Nasir Khusraw: Fatimid Intellectual» in F. Daftary (ed.), Intellectual traditions in Islam, London: I.B.Tauris in association with the IIS, 2000, pp.112-129
- Sarfaroz Niyozov and Ramazon Nazariev. «Nasir Khusraw: Yesterday, Today, Tomorrow»./ Сарфароз Ниёзов ва Рамазон Назариев — «Носири Хусрав: дирӯз, имрӯз, фардо», Khujand, 2005
- MOHAMMAD AZADPUR, SAN FRANCISCO STATE UNIVERSITY . NASIR KHUSRAW AND THE POETICS OF ENLIGHTENMENT

In Alice Hunsberger's Pearls of Persia: The Philosophical Poetry of Nasir-i Khusraw (London: I. B.
Tauris, October 2012), 73-90.
- Ашуров Г. Философские взгляды Носири Хисрава. Душанбе, 1965.
- Бертельс А. Е. Насир-и Хосров и исмаилизм. М., 1959.